# Бабуринский жилмассив
Бабуринский жилмассив — памятник архитектуры. Расположен в Санкт-Петербурге, современный адрес домов — Лесной проспект, 34-36 корпуса 1, 2, 3, 4; улица Смолячкова, 14, корпуса 1, 2, 3, 4; Тобольская улица, 5.
Восемь отдельно стоящих корпусов более чем с 300 квартирами (а также ясли, почта и механическая прачечная) были построены в 1927—1930 годах по проекту Г. А. Симонова, Т. Д. Каценеленбоген и В. А. Жуковской. С жилмассива началась реконструкция Выборгской стороны, он относится ко второму этапу массового жилищного строительства в Ленинграде. Жильё требовалось объёмное и быстро возводимое, поэтому дома строились пятиэтажными с использованием единых типовых секций (конкурс 1927—1928 годов, наиболее популярным был блок секции Симонова и Каценеленбоген, три непроходные комнаты с сокращёнными вспомогательными помещениями), в квартирах был обеспечен минимум для проживания, внешний облик был аскетичным — из пластических средств в одной части комплекса использованы уступы и выступы объёмов и группы балконов, в другой — повышенные звенья, прямоугольные эркеры, выпуски концов стен, цилиндрические выступы на флангах, переходящие в торцевые стены, асимметричные порталы и кронштейны для пристенных скамеек. Дом на Лесном проспекте декорирован в стиле «сталинского ампира», на его крыше сохранилась поставленная во время Великой Отечественной войны башня ПВО.
Участок жилмассива спланирован с использованием линейной, строчной и периметральной схем: вдоль улицы Смолячкова идёт длинный пятиэтажный корпус, строчками перпендикулярно к нему расположены три дворовых корпуса, а в примыкающей к Лесному проспекту части здания расположены каре. Общественно-бытовой корпус — двухэтажный горизонтальный блок с имитацией ленточных окон. С улицы первой части жилмассива сделан типичный для Симонова внутридомовой проезд, разделённый квадратными столбами. В глубине проезда расположен объём основания лестничной клетки, отражённый на дворовом фасаде закруглённым выступом с лежачими окнами.
В квартале был сквер с фонтаном.